# 우마 (배우)
우마(午馬, 오마, 본명 펑훙위안(馮宏源, 풍굉원), 1942년 9월 22일~2014년 2월 4일)는 중화인민공화국 본토 태생으로 홍콩에서 주로 활약했던 중화민국 타이완 영화배우, 영화감독, 무술가, 영화연출가, 영화 기획가, 영화 무술감독이다.

## 주요 경력
- 1964년 홍콩 영화 《화목란(花木蘭)》으로 영화배우 데뷔.
- 1969년 홍콩 영화 《독비도왕(獨臂刀王)》에 단역, 이 영화로 영화 조감독 데뷔.
- 1970년 홍콩 영화 《노검광도(怒劍狂刀)》에 단역, 이 영화로 영화감독, 영화 무술감독 데뷔.
- 1974년 홍콩 영화 《출호의료(出乎意料)》를 주연 및 감독, 이 영화로 영화연출가 데뷔.
- 1979년 타이완 영화 《소리비도(小李飛刀)》를 감독.
- 1984년 홍콩 영화 《신용쌍향포(神勇雙響炮)》에 조연, 이 영화로 영화 기획가 데뷔.

## 출연 작품

### 영화
- 천녀유혼
- 천녀유혼 2: 인간도
- 오복성
- 인혁인
- 신격대도
- 묵공
- 파이팅

### 드라마
- 칠협오의ㅡ영웅무루

## 같이 보기
- 홍금보
- 린정잉